# Maurice Pierre Rolland
Ne doit pas être confondu avec Maurice Rolland ou Maurice Roland.
Pour les articles homonymes, voir Rolland.
Maurice Pierre Rolland, né le 27 octobre 1902 au Puy-en-Velay (Haute-Loire) et décédé le 5 décembre 1986 à Neuilly-sur-Seine, est un homme politique, résistant et haut-fonctionnaire français

## Biographie
Avocat à Lyon en 1926, il publie des articles dans plusieurs journaux, dont Lyon républicain. Il est conseiller municipal de Lyon en 1935 et député du Rhône de 1932 à 1936, inscrit au groupe radical.
Résistant pendant la guerre, il co-fonde à Lyon le mouvement Franc-Tireur.
À la fin de la guerre, il est proposé pour un poste de préfet dans le premier rapport Guizot. Il est nommé préfet du Cantal délégué dans les fonctions, le 18 novembre 1944 ; préfet de la Lozère le 24 septembre 1946 ; de la Nièvre le 30 juillet 1947 ; de la Dordogne le 20 mars 1951 et du Cher le 22 août 1959.